# ال ویسو
ال ویسو (به اسپانیایی: El Viso) یک دهستان در اسپانیا است که در استان کوردوبا (اسپانیا) واقع شده‌است. ال ویسو ۲۵۴ کیلومتر مربع مساحت و ۲٬۸۴۹ نفر جمعیت دارد و ۵۷۷ متر بالاتر از سطح دریا واقع شده‌است.